# Roupy
Roupy è un comune francese di 258 abitanti situato nel dipartimento dell'Aisne della regione dell'Alta Francia.

## Società

### Evoluzione demografica
Abitanti censiti

## La chiesa di San Remigio

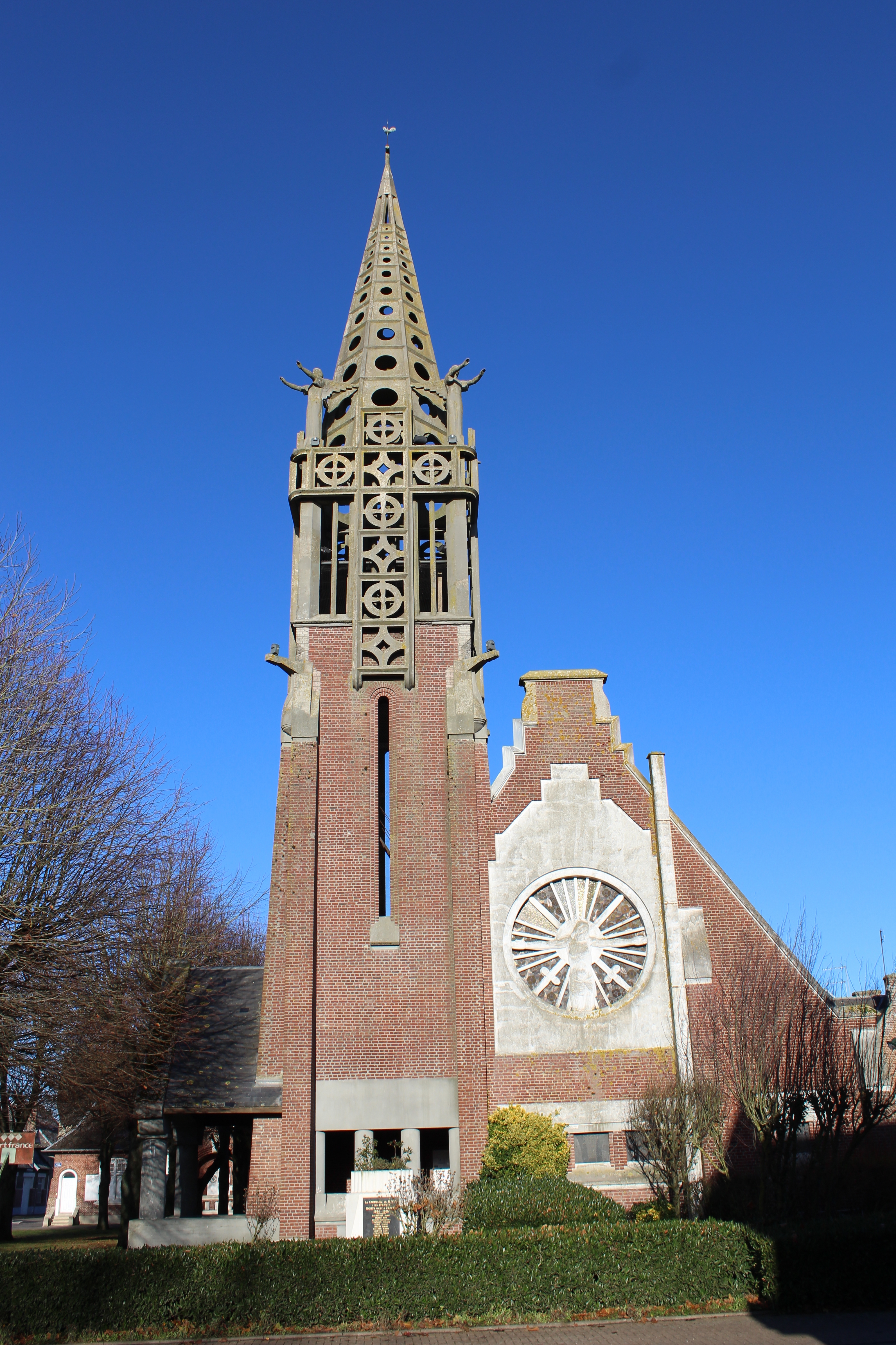
La chiesa di San Remigio

La chiesa di Roupy, distrutta durante la prima guerra mondiale, è stata ricostruita tra le due guerre in stile Art déco.
Riguardo all'impiego dei materiali, si nota che il cemento «a vista» è presente essenzialmente nel campanile, mentre il resto dell'edificio è in laterizio. Si vede bene quindi la volontà sia d'innovare sia di rispettare le tradizioni locali d'impiego del mattone.
La pianta semplificata della chiesa di Roupy è a forma di una T. È costituita da volumi che s'uniscono armoniosamente. Il portico, dotato di un solido colonnato in cemento sostiene il campanile sotto il quale i fedeli devono passare per accedere all'interno dell'edificio. Questo elemento portante, sovradimensionato, marca il simbolico ancoraggio della chiesa.
Gli architetti hanno accentuato la verticalità dell'insieme utilizzando effetti ottici: la sommità del campanile termina con linee incavate che sostituiscono gli allineamenti di cerchi.
Il campanile è decorato da quattro croci latine che sono ornate da motivi geometrici. Le croci si presentano alternando i motivi per i quali esse non sono identiche ma fungono a coppie opposte. Questo semplice stratagemma è sufficiente a evitare una qualunque sensazione di monotonia.
Il tema degli angeli, molto presente all'epoca, è una scelta a Roupy. In effetti, ai quattro punti cardinali si trovano angeli che decorano il campanile e paiono benedire il villaggio promettendogli pace e prosperità. Queste "sculture" su cemento sono state realizzate da Raoul Josset.